# 纳萨人
纳萨人（纳萨語：Nasa we'wesa，意為“纳萨亲人”）是世居于哥伦比亚中部山脉的萨利卡地区及其毗邻山地云林的土著民族。今天，纳萨人主要分布在考卡省，在其余省份已退至保留地沦为少数原住民；哥伦比亚约四成原住民居于考卡省，而纳萨族是考卡省人数最多的土著民族。